# Glanz an der Weinstraße
Glanz an der Weinstraße ist der Name einer ehemaligen Gemeinde im Bezirk Leibnitz in der Steiermark. Unter dem Namen Glanz gehören die gleichnamige Streusiedlung und Ortschaft sowie die Katastralgemeinde zur Gemeinde Leutschach an der Weinstraße. Bis Ende 2014 war der Ort eine eigenständige Gemeinde mit zuletzt 1396 Einwohnern (Stand: 31. Oktober 2013) im Gerichtsbezirk bzw. Bezirk Leibnitz im österreichischen Bundesland Steiermark. Seit 2015 ist sie im Rahmen der Gemeindestrukturreform in der Steiermark mit den Gemeinden Eichberg-Trautenburg, Leutschach und Schloßberg zusammengeschlossen, die neue Gemeinde trägt den Namen „Leutschach an der Weinstraße“.

## Geografie

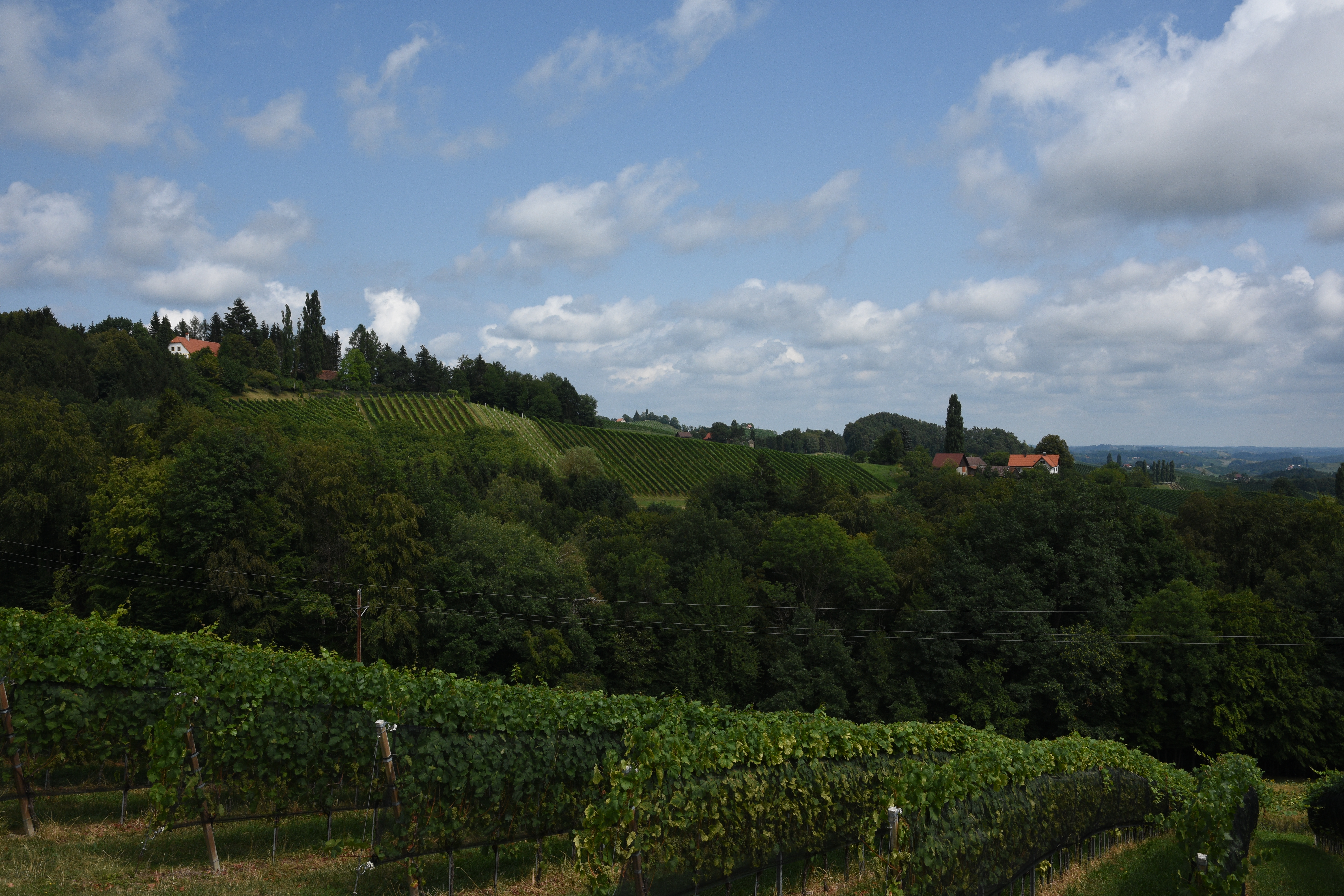
Glanz an der Weinstraße – Landschaft

Glanz an der Weinstraße liegt im südsteirischen Weinland.
Die Gemeinde Glanz bildete mit den Gemeinden Schloßberg, Eichberg-Trautenburg und der Marktgemeinde Leutschach die Kleinregion „Rebenland“, die sich zum 1. Jänner 2015 zur neuen Großgemeinde Leutschach an der Weinstraße zusammenschlossen.

### Gliederung
Das Gemeindegebiet umfasste vier Ortschaften (in Klammern Einwohnerzahl Stand 31. Oktober 2011):
- Fötschach (642)
- Glanz (178)
- Langegg (89)
- Pößnitz (496)

Die Gemeinde bestand aus vier Katastralgemeinden:
- Fötschach
- Glanz
- Langegg
- Pößnitz

## Geschichte
1123 wurde Glanz bei Leutschach erstmals erwähnt. Seit dieser Zeit kommt der Ortsname in verschiedenen Urkunden immer wieder vor, so als „Glanzberg an dem Glancz“, „In dem Hlancz“, „Im Lancz ob Gambitz“ und auch die Namen der späteren Katastralgemeinden: „Peznitza“, „Pezzentz“, „Veltschach“, „Vetschach“ oder „Langeckh“.
Die heutigen Ortsgemeinde als autonome Körperschaften entstanden 1850. Bis zum Jahr 1882 waren die Katastralgemeinden Fötschach, Glanz und Pößnitz Bestandteile der Marktgemeinde Leutschach. 1883 wurde Glanz eine selbständige Gemeinde.
In beiden Weltkriegen war das Gemeindegebiet Ziel zahlreicher Partisanenangriffe. 1945 bis 1955 war Glanz Teil der britischen Besatzungszone in Österreich.
Das Gemeindeamt von Glanz lag außerhalb des Gemeindegebiets in der Nachbargemeinde Leutschach.

## Politik
Politisch dominierte die ÖVP.

### Gemeindevorstand
Der letzte Gemeindevorstand bis Ende 2014 setzte sich folgendermaßen zusammen:
- Bürgermeister: Reinhold Elsnig (ÖVP)
- Vizebürgermeister: Herbert Germuth (ÖVP)
- Gemeindekassier: Rudolf Stibler (ÖVP)

## Bevölkerungsentwicklung
Quelle: Statistik Austria

### Wappen
Das Wappen aus dem Jahr 1955 zeigt „eine silberne Weintraube ein einem grünen, golden eingefassten Schild“.

### Städtepartnerschaften
Die Rebenlandgemeinden Leutschach an der Weinstraße hat eine Partnerschaft mit der Gemeinde Feucht in Mittelfranken (D).

## Kultur und Sehenswürdigkeiten

### Größte Weintraube der Welt
Die „Größte Darstellung einer Weintraube“ der Welt ist ein vom Glaskünstler Wilhelm Trojan geschaffenes Kunstwerk am Eorykogel (483 m). Es besteht aus Edelstahl und farbigem Glas, das Traubenperlen darstellt. Es ist fünf Meter hoch, vier Meter breit und fast zwei Meter tief. Das Werk bezieht sich auf das Arbeitsjahr der Winzer, es hat 365 Glasperlen für die Tage eines Jahres (und eine für das Schaltjahr), 52 Teile bilden die Wochen (50 Blätter, Stamm und Traube). 31 Blätter bezeichnen die Monatstage, zwölf größere Blätter die Monate, sieben große Blätter die Wochentage.

## Wirtschaft und Infrastruktur

### Weinbau
Glanz war die zweitgrößte steirische Weinbaugemeinde. Der Weinbau ist neben dem Tourismus die Haupteinnahmequelle der Glanzer Bevölkerung.
Einen Schwerpunkt setzen die Glanzer Weinbauern in den architektonischen Ausbau ihrer Bauernhöfe und Weinbaubetriebe. Einerseits werden alte Strukturen renoviert und für die Nachwelt erhalten, andererseits moderne Architektur umgesetzt.

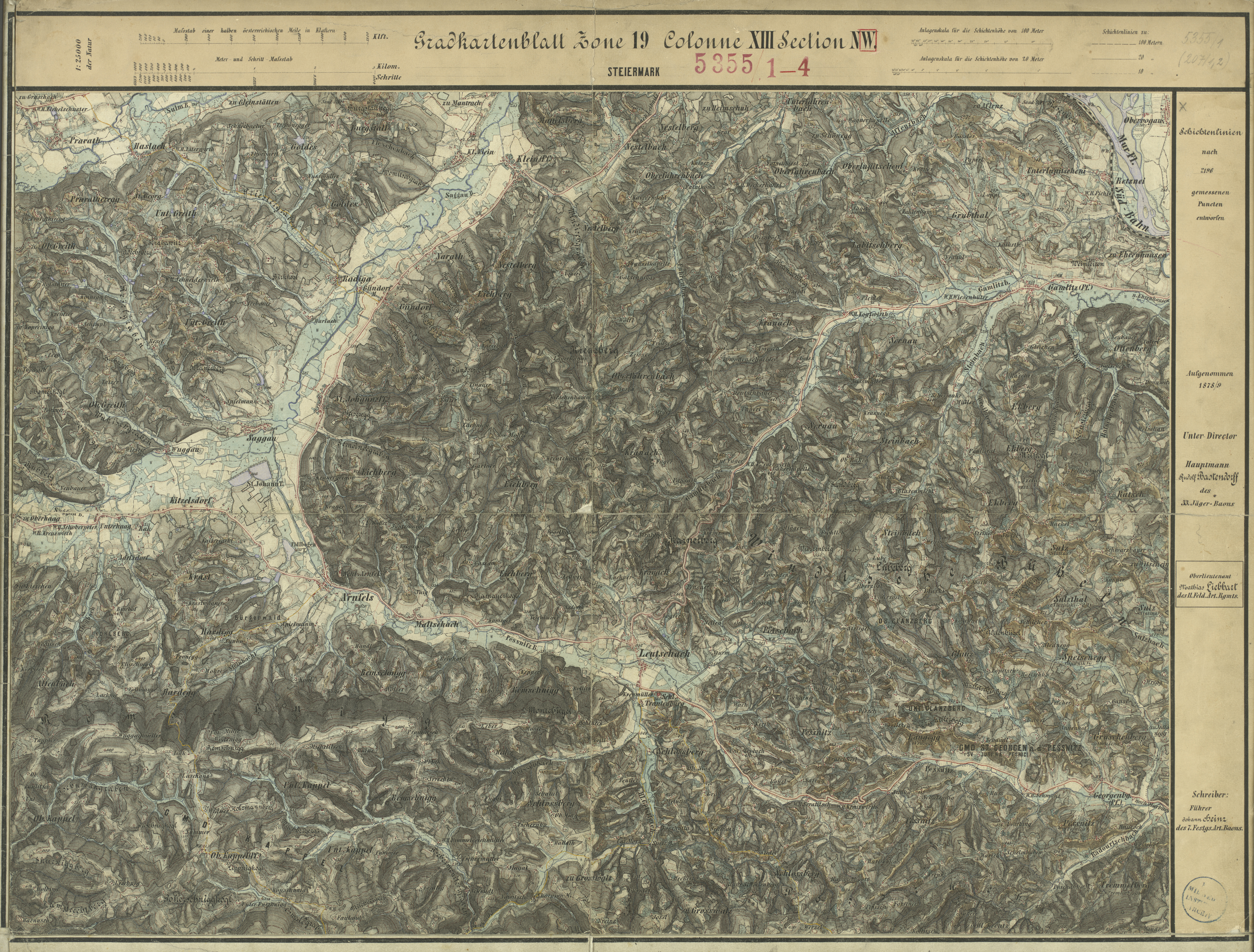
Das Gebiet von Glanz um das Jahr 1879 (Aufnahmeblatt der 3. Landesaufnahme)

## Persönlichkeiten

### Ehrenbürger
- ÖKR Justina Narat, eh. Vizebürgermeisterin
- Waltraud Klasnic, Landeshauptfrau a. D.
- Johann Masser, Altbürgermeister
- Konsistorialrat Blasius Klug, ehemaliger Pfarrer von Leutschach (1976–2009)
- HR Dr.Heinz Schille
- LAbg. Peter Tschernko, Bürgermeister von Eichberg-Trautenburg